# 다카라즈카 가극단 86기생
다카라즈카 가극단 86기생은 1998년 4월에 다카라즈카 음악학교에 입학, 2000년 3월에 다카라즈카 가극단에 입단한 43명을 가리킨다.

## 개요
초무대 연목은 하나구미 공연 「겐지모노가타리 아사키유메모시／더 뷰티즈!」이다.
2019년, 하나노 쥬리아가 퇴단함에 따라, 86기 전원 퇴단하였다.
| 신인공연      | 바우홀        | 동상공연      | 에트와르      | 조장 부조장   |
| ------------- | ------------- | ------------- | ------------- | ------------- |
| 모치즈키 리세 | 오우키 카나메 | 오우키 카나메 | 오즈키 토마   | 시호 나나미   |
| 카즈 료카     | 세이죠 카이토 | 시로사키 아이 | 세이죠 카이토 | 하나노 쥬리아 |
| 오우키 카나메 | 시로사키 아이 | 히즈키 하나   | 시로사키 아이 | 토카 유리노   |
| 세이죠 카이토 | 스즈하나 리사 | 쿠사나기 모에 | 토카 유리노   |               |
| 시로사키 아이 | 히즈키 하나   |               | 코죠 유키노   |               |
| 히즈키 하나   | 쿠사나기 모에 |               | 카와이 미즈호 |               |

## 주요 학생

### OG
- 오우키 카나메 : 전 소라구미 톱스타
- 히즈키 하나 : 전 소라구미 톱여역
- 모치즈키 리세 : 전 하나구미 남역
- 카즈 료카 : 전 호시구미 남역
- 세이죠 카이토 : 전 전과 남역
- 시로사키 아이 : 전 츠키구미 여역

## 일람
| 예명            | 생일 | 출신지                      | 출신 학교                         | 예명의 유래                          | 애칭                            | 역할 | 퇴단년도 | 비고                  |
| --------------- | ---- | --------------------------- | --------------------------------- | ------------------------------------ | ------------------------------- | ---- | -------- | --------------------- |
| 彩海早矢        |      | 사이타마현 치치부시         | 치치부 제2중학교                  |                                      | 아카시, 하야야, HAYA            | 남역 | 2010년   |                       |
| 아야미 하야     |      | 사이타마현 치치부시         | 치치부 제2중학교                  |                                      | 아카시, 하야야, HAYA            | 남역 | 2010년   |                       |
| 和涼華          |      | 오사카부 토요나카시         | 센리국제학원 고등부               |                                      | 시미코, 미나코, 카즈            | 남역 | 2009년   |                       |
| 카즈 료카       |      | 오사카부 토요나카시         | 센리국제학원 고등부               |                                      | 시미코, 미나코, 카즈            | 남역 | 2009년   |                       |
| 峰華ひさり      |      | 도쿄도 코다이라시           | 도쿄도립 코가네이키타고등학교     | 본명                                 | 히-쨩, 히사리-                  | 여역 | 2003년   |                       |
| 미네카 히사리   |      | 도쿄도 코다이라시           | 도쿄도립 코가네이키타고등학교     | 본명                                 | 히-쨩, 히사리-                  | 여역 | 2003년   |                       |
| 宙輝れいか      |      | 오사카부 마츠바라시         | 마츠바라제4중학교                 |                                      | 아이나                          | 남역 | 2006년   |                       |
| 소라키 레이카   |      | 오사카부 마츠바라시         | 마츠바라제4중학교                 |                                      | 아이나                          | 남역 | 2006년   |                       |
| 湖城ゆきの      |      | 미야자키현 미야자키시       | 미아자키현립 상업고등학교         |                                      | 유키노, 삿치-, 쟈이코           | 여역 | 2005년   |                       |
| 코죠 유키노     |      | 미야자키현 미야자키시       | 미아자키현립 상업고등학교         |                                      | 유키노, 삿치-, 쟈이코           | 여역 | 2005년   |                       |
| 望月理世        |      | 오사카부 카도마시           | 오오타니고등학교                  |                                      | 리세, 아카네                    | 남역 | 2009년   |                       |
| 모치즈키 리세   |      | 오사카부 카도마시           | 오오타니고등학교                  |                                      | 리세, 아카네                    | 남역 | 2009년   |                       |
| 憧花ゆりの      |      | 효고현 고베시               | 효고현립 스즈란다이니시고등학교   |                                      | 스즈나, 스-쨩                   | 여역 | 2018년   |                       |
| 토카 유리노     |      | 효고현 고베시               | 효고현립 스즈란다이니시고등학교   |                                      | 스즈나, 스-쨩                   | 여역 | 2018년   |                       |
| 真波そら        |      | 효고현 니시노미야시         | 고베야마테여자고등학교            |                                      | 소라, 마유                      | 남역 | 2010년   |                       |
| 마나미 소라     |      | 효고현 니시노미야시         | 고베야마테여자고등학교            |                                      | 소라, 마유                      | 남역 | 2010년   |                       |
| 陽月華          |      | 도쿄도 아다치구             | 도쿄도립 아스카고등학교           |                                      | 우메냥, 요우코, 우메티          | 여역 | 2009년   |                       |
| 히즈키 하나     |      | 도쿄도 아다치구             | 도쿄도립 아스카고등학교           |                                      | 우메냥, 요우코, 우메티          | 여역 | 2009년   |                       |
| 鮎瀬美都        |      | 아이치현 우와지마시         | 아이치현립 우와지마히가시고등학교 |                                      | 아유                            | 여역 | 2008년   |                       |
| 아유세 미토     |      | 아이치현 우와지마시         | 아이치현립 우와지마히가시고등학교 |                                      | 아유                            | 여역 | 2008년   |                       |
| 城咲あい        |      | 도쿄도 고쿠분지시           | 일본여자대학부속중학교            |                                      | 아이아이, 아잇코                | 여역 | 2009년   |                       |
| 시로사키 아이   |      | 도쿄도 고쿠분지시           | 일본여자대학부속중학교            |                                      | 아이아이, 아잇코                | 여역 | 2009년   |                       |
| 珠まゆら        |      | 효고현 니시노미야시         | 코바야시성심여자학원고등학교      |                                      | 톤톤                            | 여역 | 2006년   |                       |
| 타마 마유라     |      | 효고현 니시노미야시         | 코바야시성심여자학원고등학교      |                                      | 톤톤                            | 여역 | 2006년   |                       |
| 夏輝れお        |      | 도쿄도 세타가야구           | 도쿄분카고등학교                  |                                      | 레오                            | 남역 | 2004년   |                       |
| 나츠키 레오     |      | 도쿄도 세타가야구           | 도쿄분카고등학교                  |                                      | 레오                            | 남역 | 2004년   |                       |
| 天緒圭花        |      | 도쿄도 시부야구             | 쵸후고등학교                      |                                      | 하마, 아마옷치                  | 남역 | 2010년   |                       |
| 아마오 케이카   |      | 도쿄도 시부야구             | 쵸후고등학교                      |                                      | 하마, 아마옷치                  | 남역 | 2010년   |                       |
| 舞名里音        |      | 후쿠오카현                  | 후쿠오카후타바고등학교            |                                      | 리온, 마치코                    | 여역 | 2008년   |                       |
| 마이나 리온     |      | 후쿠오카현                  | 후쿠오카후타바고등학교            |                                      | 리온, 마치코                    | 여역 | 2008년   |                       |
| 綾花ちか        |      | 카나가와현 에비나시         | 카나가와현립 아츠기고등학교       |                                      | 아야하나, 키티                  | 여역 | 2005년   |                       |
| 아야하나 치카   |      | 카나가와현 에비나시         | 카나가와현립 아츠기고등학교       |                                      | 아야하나, 키티                  | 여역 | 2005년   |                       |
| 星条海斗        |      | 카나가와현 요코하마시       | 아메리칸스쿨                      | 성조기 (별과 라인)                   | 마기-                           | 남역 | 2018년   |                       |
| 세이죠 카이토   |      | 카나가와현 요코하마시       | 아메리칸스쿨                      | 성조기 (별과 라인)                   | 마기-                           | 남역 | 2018년   |                       |
| 凜華せら        |      | 아오모리현 아오모리시       | 아오모리아케노보시고등학교        |                                      | 토노, 린카                      | 남역 | 2004년   |                       |
| 린카 세라       |      | 아오모리현 아오모리시       | 아오모리아케노보시고등학교        |                                      | 토노, 린카                      | 남역 | 2004년   |                       |
| 花愛瑞穂        |      | 사이타마현 히가시마츠야마시 | 현립마츠야마여자고등학교          | 은사에게 한글자 받음                 | 카아, 아키, 앗코냥              | 여역 | 2013년   |                       |
| 카와이 미즈호   |      | 사이타마현 히가시마츠야마시 | 현립마츠야마여자고등학교          | 은사에게 한글자 받음                 | 카아, 아키, 앗코냥              | 여역 | 2013년   |                       |
| 凰稀かなめ      |      | 카나가와현 카와사키시       | 사립준신죠시가쿠엔중학교          |                                      | 카나메, 테루, 리카, 쵸로굿쨩구- | 남역 | 2015년   |                       |
| 오우키 카나메   |      | 카나가와현 카와사키시       | 사립준신죠시가쿠엔중학교          |                                      | 카나메, 테루, 리카, 쵸로굿쨩구- | 남역 | 2015년   |                       |
| 聖野花珠        |      | 미에현 마츠사카시           | 우메무라가쿠엔미에중학교          | 출신지, 최고급 진주의 의미           | 미즈키, 카쥬                    | 남역 | 2005년   |                       |
| 세이노 카쥬     |      | 미에현 마츠사카시           | 우메무라가쿠엔미에중학교          | 출신지, 최고급 진주의 의미           | 미즈키, 카쥬                    | 남역 | 2005년   |                       |
| 華美ゆうか      |      | 도쿄도 오오타구             | 토요에이와죠가쿠인 고등부         |                                      | 미이                            | 여역 | 2009년   |                       |
| 하나미 유우카   |      | 도쿄도 오오타구             | 토요에이와죠가쿠인 고등부         |                                      | 미이                            | 여역 | 2009년   |                       |
| 紫峰七海        |      | 사이타마현 사이타마시       | 우라와시립고등학교                |                                      | 후미카                          | 남역 | 2015년   |                       |
| 시호 나나미     |      | 사이타마현 사이타마시       | 우라와시립고등학교                |                                      | 후미카                          | 남역 | 2015년   |                       |
| 姿樹えり緒      |      | 홋카이도 삿포로시           | 후지여자고등학교                  |                                      | 에리오 (에리옷토)               | 남역 | 2008년   |                       |
| 시키 에리오     |      | 홋카이도 삿포로시           | 후지여자고등학교                  |                                      | 에리오 (에리옷토)               | 남역 | 2008년   |                       |
| 愛野りほ        |      | 효고현 고베시               | 고베쇼인여자학원                  | 본명                                 | 아이리, 리호                    | 여역 | 2004년   |                       |
| 아이노 리호     |      | 효고현 고베시               | 고베쇼인여자학원                  | 본명                                 | 아이리, 리호                    | 여역 | 2004년   |                       |
| 花野じゅりあ    |      | 도쿄도 나카노구             | 준신죠가쿠엔중학교                |                                      | 쥬리아                          | 여역 | 2019년   | 숙모 미츠이 마코 (53) |
| 하나노 쥬리아   |      | 도쿄도 나카노구             | 준신죠가쿠엔중학교                |                                      | 쥬리아                          | 여역 | 2019년   | 숙모 미츠이 마코 (53) |
| 一輝慎          |      | 니이가타현 카모시           | 니이가타현립 카모고등학교         |                                      | 카즈키, 신                      | 남역 | 2009년   |                       |
| 카즈키 신       |      | 니이가타현 카모시           | 니이가타현립 카모고등학교         |                                      | 카즈키, 신                      | 남역 | 2009년   |                       |
| 麻倉ももこ      |      | 후쿠오카현 이토시마군       | 후쿠오카현립 겐요고등학교         |                                      | 모모곤, 모모코                  | 여역 | 2006년   |                       |
| 아사쿠라 모모코 |      | 후쿠오카현 이토시마군       | 후쿠오카현립 겐요고등학교         |                                      | 모모곤, 모모코                  | 여역 | 2006년   |                       |
| 穂月はるな      |      | 시가현 오우미하치만시       | 오우미쿄다이샤중학교              |                                      | 나호미, 하루나                  | 여역 | 2009년   |                       |
| 호즈키 하루나   |      | 시가현 오우미하치만시       | 오우미쿄다이샤중학교              |                                      | 나호미, 하루나                  | 여역 | 2009년   |                       |
| 青葉みちる      |      | 토야마현                    | 토야마현립 타카오카니시고등학교   |                                      | 마요치쿠링, 밋치-               | 여역 | 2008년   |                       |
| 아오바 미치루   |      | 토야마현                    | 토야마현립 타카오카니시고등학교   |                                      | 마요치쿠링, 밋치-               | 여역 | 2008년   |                       |
| 遥海おおら      |      | 군마현 마에바시시           | 군마현립 마에바시여자고등학교     |                                      | 오-쨩, 오오라                   | 남역 | 2005년   |                       |
| 하루미 오오라   |      | 군마현 마에바시시           | 군마현립 마에바시여자고등학교     |                                      | 오-쨩, 오오라                   | 남역 | 2005년   |                       |
| 緒月遠麻        |      | 아이치현 나고야시           | 키쿠카고등학교                    |                                      | 키타로, 즛쿤 즈-                | 남역 | 2015년   |                       |
| 오즈키 토마     |      | 아이치현 나고야시           | 키쿠카고등학교                    |                                      | 키타로, 즛쿤 즈-                | 남역 | 2015년   |                       |
| 美琴さなえ      |      | 사이타마현 와코우시         | 도쿄가정대학부속 여자고등학교     |                                      | 사나에                          | 여역 | 2005년   |                       |
| 미코토 사나에   |      | 사이타마현 와코우시         | 도쿄가정대학부속 여자고등학교     |                                      | 사나에                          | 여역 | 2005년   |                       |
| 涼花リサ        |      | 도쿄도 하치오우지시         | 도쿄도립 미나미타마고등학교       | 본명                                 | 리-짱, 리사                     | 여역 | 2012년   |                       |
| 스즈하나 리사   |      | 도쿄도 하치오우지시         | 도쿄도립 미나미타마고등학교       | 본명                                 | 리-짱, 리사                     | 여역 | 2012년   |                       |
| 夏空李光        |      | 도쿄도 스기나미구           | 코엔여자학원                      | 본명 후카미도리 나츠요 (25)에게 받음 | 모모미, 코니모모                | 남역 | 2006년   |                       |
| 나츠조라 모모미 |      | 도쿄도 스기나미구           | 코엔여자학원                      | 본명 후카미도리 나츠요 (25)에게 받음 | 모모미, 코니모모                | 남역 | 2006년   |                       |
| 妃鳳こころ      |      | 도쿄도                      | 카와무라학원                      | 동생 이름에서 받음                   | 시호, 코코로                    | 여역 | 2013년   |                       |
| 히호 코코로     |      | 도쿄도                      | 카와무라학원                      | 동생 이름에서 받음                   | 시호, 코코로                    | 여역 | 2013년   |                       |
| 初瀬有花        |      | 카나가와현 후지사와시       | 소난여자고등학교                  |                                      | 윳치                            | 여역 | 2008년   |                       |
| 하츠세 유카     |      | 카나가와현 후지사와시       | 소난여자고등학교                  |                                      | 윳치                            | 여역 | 2008년   |                       |
| 草凪萌          |      | 시즈오카현 하마마츠시       | 세이신여자고등학교                |                                      | 아스미, 앗쨩                    | 여역 | 2004년   |                       |
| 쿠사나기 모에   |      | 시즈오카현 하마마츠시       | 세이신여자고등학교                |                                      | 아스미, 앗쨩                    | 여역 | 2004년   |                       |
| 朝桐紫乃        |      | 교토부                      | 교토여자고등학교                  |                                      | 시노, 시놋치, 시노리노링        | 남역 | 2009년   |                       |
| 아사기리 시노   |      | 교토부                      | 교토여자고등학교                  |                                      | 시노, 시놋치, 시노리노링        | 남역 | 2009년   |                       |
| 月路奏          |      | 미야자키현 오오사키시       | 후루카와상업고등학교              |                                      | 카나데, 비-바                   | 남역 | 2006년   |                       |
| 츠키지 카나데   |      | 미야자키현 오오사키시       | 후루카와상업고등학교              |                                      | 카나데, 비-바                   | 남역 | 2006년   |                       |
| 谷みずせ        |      | 나가노현 사쿠시             | 나가노현 나가노미나미고등학교     |                                      | 타니양, 미즈세, 에리카          | 남역 | 2009년   |                       |
| 타니 미즈세     |      | 나가노현 사쿠시             | 나가노현 나가노미나미고등학교     |                                      | 타니양, 미즈세, 에리카          | 남역 | 2009년   |                       |
| 華岡らら        |      | 도쿄도 오오타구             | 쵸후고등학교                      |                                      | 라라, 사유리                    | 여역 | 2006년   |                       |
| 하나오카 라라   |      | 도쿄도 오오타구             | 쵸후고등학교                      |                                      | 라라, 사유리                    | 여역 | 2006년   |                       |
| 天河佑斗        |      | 나가사키현 시마바라시       | 나가사키현립 시마바라상업고등학교 |                                      | 유우토, 사츠키                  | 남역 | 2005년   |                       |
| 텐가 유우토     |      | 나가사키현 시마바라시       | 나가사키현립 시마바라상업고등학교 |                                      | 유우토, 사츠키                  | 남역 | 2005년   |                       |